# Joe Namath
Joseph William „Joe“ Namath (* 31. Mai 1943 in Beaver Falls, Pennsylvania) ist ein ehemaliger US-amerikanischer American-Football-Spieler mit dem Spitznamen „Broadway Joe“. Er gilt als einer der charismatischsten Quarterbacks in der Geschichte der National Football League (NFL) und gewann mit den New York Jets den Super Bowl III.

## Jugend
Namaths Vorfahren stammten aus Ungarn. Er selbst wuchs in der Nähe von Pittsburgh in einer Stahlarbeiterregion auf. Bereits in seiner Jugend zeigten sich Namaths athletische Fähigkeiten. Neben Football spielte er Basketball und Baseball. Obwohl ihm ein Profi-Angebot der MLB vorlag, entschied er sich auch auf Druck seiner Mutter für ein Stipendium an der University of Alabama, das ihm vom Trainer der Crimson Tide, der Footballmannschaft dieses Colleges, Bear Bryant, angeboten wurde.

## College
Namath spielte von 1962 bis 1964 an der University of Alabama und entwickelte sich zu einem herausragenden Quarterback. Im dritten Jahr seiner Collegekarriere gelangen ihm zwölf Touchdownpässe. Seinen insgesamt 29 Siegen standen nur vier Niederlagen gegenüber. 1964 wurden die Crimson Tide zum nationalen Champion erklärt – ein inoffizieller Titel, denn im amerikanischen College Football wurde damals noch kein Meister ausgespielt. Im letzten Jahr seines Studiums zog sich Namath zwei schwere Knieverletzungen zu, die ihm später noch zu schaffen machten. Ein Jahr vor Abschluss seines Studiums brach er dieses zugunsten seiner Profikarriere ab. Aufgrund seiner sportlichen Leistungen wurde Namath von seinem College dreimal ausgezeichnet.

## Profizeit
1965 wurde Namath von den New York Jets, einem Team der American Football League (AFL), in der ersten Runde der Entry Draft der AFL ausgewählt. Gleichzeitig wählten ihn die St. Louis Cardinals in der ersten Runde als zwölften Spieler der NFL Draft 1965 aus. AFL und NFL gingen damals noch getrennte Wege und vereinigten sich erst später zur NFL. Namath unterschrieb für ein Gehalt von 427.000 US-Dollar und einen Lincoln Continental bei den Jets. Die Höhe des Gehalts war ein Ligarekord. Bereits in seiner ersten Saison warf er Pässe für einen Raumgewinn von 2220 Yards und steigerte 1967 den Ligarekord auf 4007 Yards.
Nach der Regular Season 1968 führte Namath seine Jets ins AFL-NFL World Championship Game, dem späteren Super Bowl III, gegen die Baltimore Colts. Zuvor hatte er drei Touchdowns zum 27:23-Sieg seiner Mannschaft im AFL-Endspiel über die Oakland Raiders beigetragen. Die Colts mit ihren legendären Quarterbacks Johnny Unitas und Earl Morrall waren hohe Favoriten für den Sieg. Namath garantierte vor dem Spiel einen Sieg seiner Jets. Er ließ Taten folgen, die Jets gewannen mit 16:7 und Namath wurde zum Super Bowl MVP gewählt, obwohl er keinen Touchdown erzielte. Dafür gelang es ihm, achtmal seinen Wide Receiver George Sauer einzusetzen, der insgesamt 133 Yards Raumgewinn erzielte.
Namath machte nicht nur auf dem Spielfeld von sich reden. Sehr zum Missfallen der Ligaverantwortlichen genoss er das New Yorker Nachtleben in vollen Zügen und betrieb zeitweise sogar eine eigene Bar. Innerhalb kürzester Zeit wurde Namath von der Öffentlichkeit der Spitzname Broadway Joe verliehen. Erst auf Druck der Liga gab er seine Bar auf. Immer wieder trat er in diversen Fernsehshows und -filmen auf.
1969 gelang es Namath nochmals, seine Mannschaft in die Play-offs zu führen. Das Spiel ging gegen die Kansas City Chiefs mit 13:6 verloren. Namath gelangen nur noch außerhalb der Play-offs spektakuläre Siege. 1974 gewannen die Jets gegen die New York Giants das erste Spiel, das im Sudden Death entschieden wurde, mit 26:20.
Aufgrund zahlreicher Verletzungen neigte sich Namaths Karriere dem Ende zu. Die Zahl der Interceptions übertraf regelmäßig die Anzahl der Touchdownpässe. 1977 wechselte er zu den Los Angeles Rams, beendete aber nach einem weiteren erfolglosen Jahr seine Karriere.

## Ehrungen
Namath wurde fünfmal in den Pro Bowl bzw. in das AFL Allstar Team gewählt. 1968 wurde er im Super Bowl III als Super Bowl MVP ausgezeichnet. 1968 und 1969 wurde er NFL Player Of The Year. 1974 wurde er zum NFL Comeback Player of the Year gewählt. Er ist Mitglied der Pro Football Hall of Fame und des AFL All-Time Team. Die New York Jets ehren ihn auf dem Ring of Honor.

## Politik
Richard Nixon führte Namath in seiner Liste politischer Hauptgegner als Joe Namath, New York Giants; businessman, actor.

## Nach der Karriere
Namath trat immer wieder als Schauspieler im Fernsehen auf. Für seine Leistung in der Filmkomödie Norwood erhielt er 1971 eine Nominierung für den Golden Globe Award als Bester Nachwuchsdarsteller. 2007 holte er im Alter von 64 Jahren in Alabama seinen Collegeabschluss nach. Er lebt heute in Tequesta, Florida.

## Filmografie (Auswahl)
- 1970: Höllenengel und Company (C.C. and Company)
- 1971: The Last Rebel
- 1973: Drei Mädchen und drei Jungen: Ein Held auf Bestellung (Staffel 5/Episode 2)
- 1979: Lawinenexpress (Avalanche Express)
- 1986: ALF: Der Sprung in die Tiefe (Staffel 1/Episode 9)
- 1993: Eine schrecklich nette Familie: Die Sport Bar (Staffel 8/Episode 10)